# ونسا آگبورتابی
ونسا آگبورتابی (انگلیسی: Vanessa Agbortabi؛ زادهٔ ۴ دسامبر ۱۹۹۸) بازیکن والیبال اهل آلمان است.